# Ceyx websteri
El martín pescador de las Bismarck (Ceyx websteri) es una especie de ave coraciforme de la familia Alcedinidae endémica de las islas Bismarck, al este de Papúa Nueva Guinea.

## Distribución y hábitat
Se encuentra en las zonas costeras de las islas, tanto en ríos y lagunas como pantanos y manglares.